# Hiodontidae
Hiodontidae – rodzina słodkowodnych ryb promieniopłetwych z infragromady doskonałokostnych (Teleostei).

## Klasyfikacja
Do tej rodziny zaliczany jest rodzaj:
- Hiodon – obejmujący dwa gatunki współcześnie żyjące w wodach kilku rzek północnoamerykańskich

oraz rodzaje wymarłe:
- Eohiodon – z eocenu zachodniej Ameryki Północnej
- Plesiolycoptera, Yanbiania i Kuntulunia[3] – z kredy Chin.